# هیدمارو واتانابه
هیدمارو واتانابه (به انگلیسی: Hidemaro Watanabe) بازیکن فوتبال اهل ژاپن و عضو تیم ملی فوتبال ژاپن است که در تاریخ ۱۴ مارس ۱۹۵۴ میلادی اولین بازی ملی‌اش را انجام داد. او در ۲ بازی ملی حضور داشت و آخرین بازی ملی خود را در تاریخ ۳ مه ۱۹۵۴ میلادی انجام داد. هیدمارو واتانابه در بازی‌های ملی‌اش
گلی به ثمر نرساند.